# Mitsubishi MU-300 Diamond
Il Mitsubishi MU-300 era un business jet bimotore a getto ad ala bassa sviluppato dall'azienda giapponese Mitsubishi negli anni ottanta e rimasto allo stadio di prototipo.
Alla fine del suo periodo di sviluppo il progetto venne interamente ceduto alla statunitense Raytheon Aircraft che lo commercializzò con la nuova designazione di Hawker 400.

## Versioni
MU-300 Diamond I

MU-300-10 Diamond II